# Art asturià

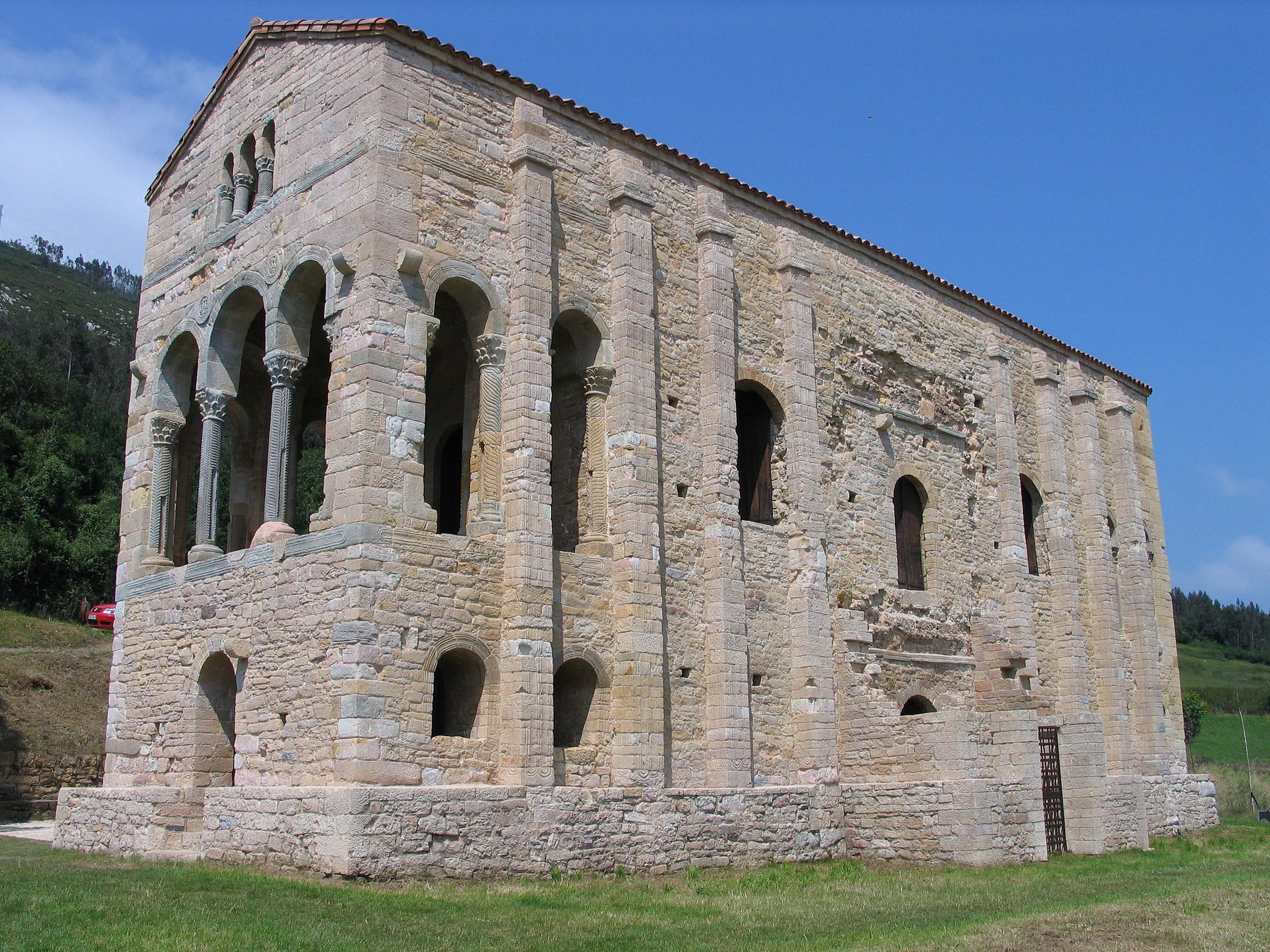
Església de Santa María del Naranco

L'art asturià o preromànic asturià és un estil artístic englobat dins el preromànic, localitzat a la península Ibèrica a la zona adjacent a la mar Cantàbrica que va quedar lliure de l'ocupació musulmana a finals del segle viii. Va ser vigent fins al començament del segle x, quan es va adoptar l'art romànic provinent de França.
Encara que és successor de l'estil visigòtic, no es pot dir que l'art asturià sigui hereu legítim seu, perquè no conserva sinó accidentalment algun dels seus elements principals com és l'arc de ferradura. Encara que al començament va ser una imitació molt pobra de l'esmentat art, molt aviat es va manifestar amb elements nous i originals –potser importats de l'Orient o de Llombardia– que el realcen de manera singular, esdevenint un precursor del romànic. L'arquitectura es caracteritza per l'ús de murs de carreus, arcs de mig punt, volta de canó amb arcs faixons i contraforts exteriors. La tipologia principal és la de la planta basilical de tres naus amb creuer i tres capelles rectangulars a la capçalera. En el període preramirense destaca l'església de San Julián de los Prados, al ramirense la de Santa María del Naranco i al postramirense la de San Salvador de Valdediós.
Va ser un tipus d'art on va destacar l'arquitectura per damunt de tot. D'escultura només en queden mostres a les decoracions de capitells i algunes plaques adossades en la construcció dels edificis; les pintures són les realitzades al fresc als murs dels temples. L'orfebreria va ser important tenint present la quantitat de peces que han arribat fins als nostres dies.
L'any 1985, la UNESCO va declarar el conjunt de les esglésies del Regne d'Astúries com a Patrimoni cultural.

## Context històric
El 19 de juliol de 711 va tenir lloc la batalla de Guadalete, prop de Gibraltar, on partidaris dels hereus de Vítiza, amb el suport de l'exèrcit musulmà de Tàriq ibn Ziyad, van matar el rei got Roderic i van destruir l'exèrcit visigòtic. Tot seguit, Tàriq i les seves tropes van aprofitar la seva superioritat militar i van marxar cap a la capital visigòtica, Toledo, que va ser ocupada quasi sense oposició. El regne d'Astúries va sorgir entre el 718 o 722 (no se sap la data exacta) quan es coronà el rei Pelai I. El 28 de maig del 722 va tenir lloc la batalla de Covadonga, on fou derrotat el general musulmà Al Qama. Mitjançant un acord, Pelai –cabdill astur– i el duc Pere de Cantàbria varen fusionar els seus territoris a partir del matrimoni d'Alfons, fill de Pere, i Ermessenda, filla de Pelai. D'aquesta forma, el 14 de setembre de l'any 739, Alfons fou designat rei d'Astúries amb el nom d'Alfons I el Catòlic.
L'art asturià es va desenvolupar als territoris que actualment corresponen a Astúries, part de Galícia i Lleó. Es considera que es va desenvolupar a partir del segle viii i fins a començaments del segle x. Els seus inicis se situen durant els regnats d'Alfons I d'Astúries (739-757), el seu fill  Fruela I (757-768) i d'Alfons II d'Astúries (791-842), etapes en les quals va tenir lloc l'expansió de la monarquia asturiana, malgrat les contínues lluites que encara mantenia contra els musulmans en la seva retirada cap al sud de la península. L'art asturià va arribar a la seva màxima esplendor durant el regnat de Ramir I (842-850), successor d'Alfons II, després d'un enfrontament amb l'usurpador Nepocià d'Astúries. Ordoni I (850-866) va poder repoblar les ciutats abandonades a l'altre costat de les muntanyes, com Tui, Astorga i Lleó, ja que havia heretat un regne molt sòlid des d'una perspectiva militar, mesurant el seu poder militar contra els àrabs amb resultats diversos; en la batalla de Clavijo (859), els va derrotar fàcilment encara que, sis anys més tard a la Hoz de la Morcuera, el seu exèrcit, dirigit per un dels seus generals, va patir una derrota que el va obligar a aturar la intensa repoblació de la primera part del seu regnat.
Va ser sota el regnat del seu fill  Alfons III el Magne (866-910) quan es va aconseguir l'extensió territorial més gran. A la seva mort, el 20 de desembre de 910, els seus successors van traslladar la capital del regne d'Oviedo a Lleó. Les cròniques d'Alfons III relaten la ideologia política de la Reconquesta, sota el signe del cristianisme. Tots aquests monarques van realitzar obres arquitectòniques, emplaçant els seus palaus al costat de les esglésies que feien construir.
| Principals reis que van contribuir a l'art asturià | Principals reis que van contribuir a l'art asturià | Principals reis que van contribuir a l'art asturià | Principals reis que van contribuir a l'art asturià |
| -------------------------------------------------- | -------------------------------------------------- | -------------------------------------------------- | -------------------------------------------------- |
| Alfons I d'Astúries                                | Alfons II d'Astúries                               | Ramir I                                            | Alfons III d'Astúries                              |
| Alfons I d'Astúries:(739-757)                      | Alfons II d'Astúries:(791-842)                     | Ramir I d'Astúries:(842-850                        | Alfons III d'Astúries:(866-910)                    |

## Denominació
La denominació d'«art asturià» va ser establerta per Jovellanos al segle xviii a la seva obra Elogio a Ventura Rodríguez, constituint el primer estil internacional de la península Ibèrica, des de la desaparició de l'Imperi Romà, del que té alguna influència. Tanmateix hi ha dades documentals contemporànies, entre les quals es troben la sèrie de tres cròniques: la Albeldense, la Rotense i la Sebastianense, realitzades per ordre del rei Alfons III el Magne, on es descriuen minuciosament els edificis asturians. Segons Ramón Menéndez Pidal, va ser un tema introduït a les narracions de cròniques, encara que no acostumava a ésser comú que aquest tema hi fos tractat, ja que: sens dubte estava imposat pel gust particular d'Alfons III, apassionat per les edificacions. Els estudis i descripcions sobre aquest art es van continuar realitzant per grans autors com Ceán Bermúdez, José Amador de los Ríos i per Helmuth Schlunck amb una gran monografia general de l'any 1947 i més modernament les de Víctor Nieto Alcaide a La imagen de la arquitectura asturiana de los siglos VIII y IX en las crónicas de Alfonso III (1989) i Carlos Cid Priego a la seva obra El arte prerrománico de la monarquía asturiana (1995).

## Característiques

Planta basilical de capçalera tripartita rectangular i sagristies laterals. Correspon a l'església de San Miguel de Lillo.

Les característiques que identifiquen l'art asturià són: 
- el desig de rememorar les glòries del regne visigòtic de Toledo, del qual es consideraven hereus.
- l'íntima relació amb el poder regi (s'ha denominat també art de la monarquia asturiana)
- predomini de l'arquitectura, fonamentalment voltada, sobre les altres arts. Dintre de l'arquitectura destaquen les següents característiques: 
  - el carreu de petita alçària, la maçoneria i el maó als murs, reservant els carreus per a les cantonades i els elements de reforç
  - l'arc de mig punt, peraltat o no, i la volta de canó, reforçada amb arcs faixons o completament espaiosa
  - el mur compost d'arcuacions cegues a l'interior i contraforts a l'exterior
  - la decoració interior amb pintures al fresc de temàtica diversa, habitual a l'art carolingi; cal recordar que Alfons II d'Astúries (791-842) era contemporani de Carlemany
  - les bases de columnes decorades, els fusts i els capitells enriquits, tot plegat per realçar les columnes.
  - als edificis religiosos i de manera predominant, la planta basilical de tres naus separades per arcuacions sobre pilars i capçalera tripartida, amb absis de traçat rectangular, essent el central el més ampli.
  - a la part superior de l'absis central, una cambra del tresor oberta a l'exterior per una finestra sense comunicació interna (a l'art visigòtic ho era des de l'interior), la funció del qual no s'ha pogut precisar, encara que podria ser un mer recurs plàstic per mantenir l'harmonia dels volums exteriors del temple
  - sagristies laterals.
  - pòrtic als peus del temple
  - sistema de resistències o contraforts

## Arquitectura

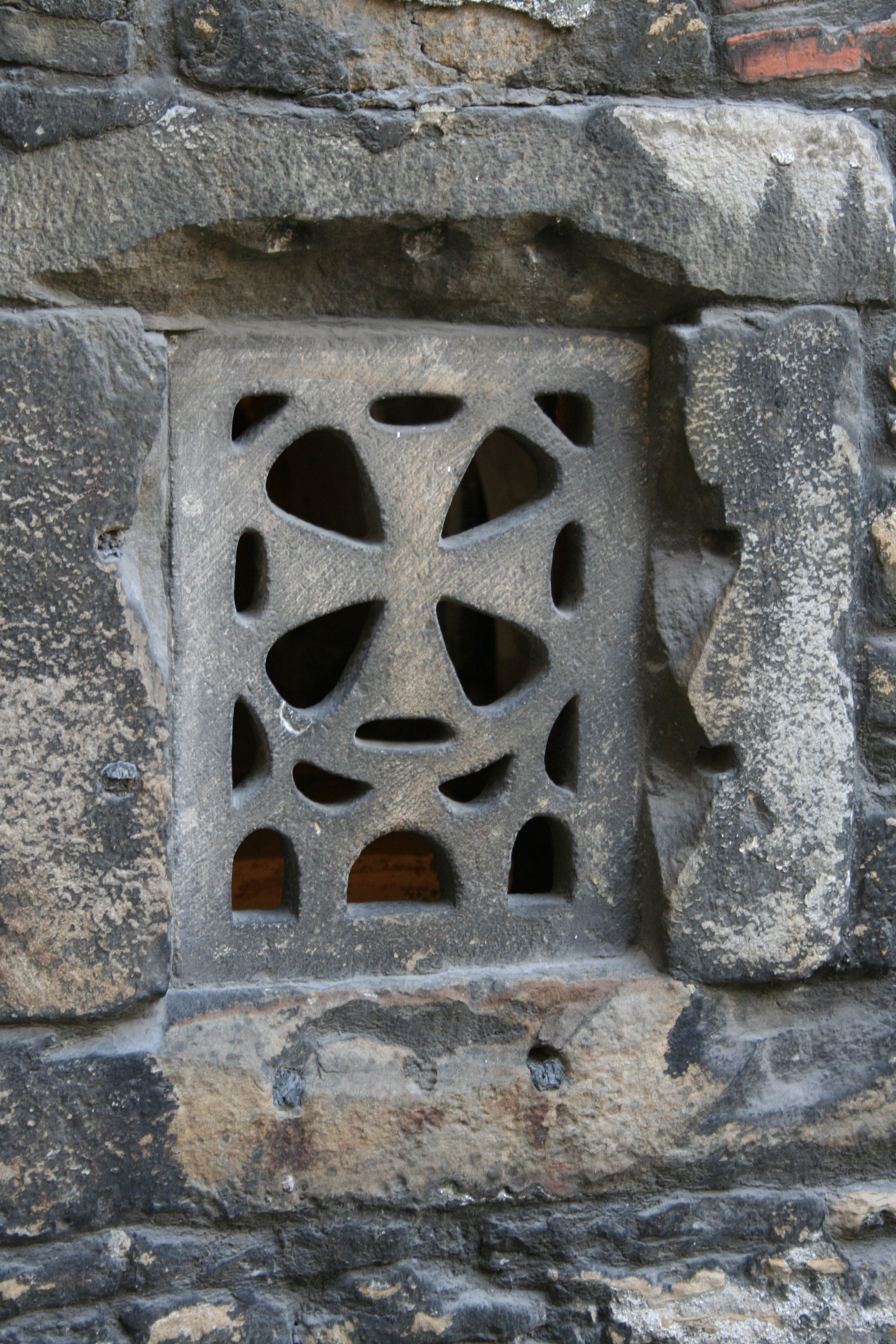
Finestra amb ornamentació de pedra calada de la cripta de Santa Leocadia a Oviedo

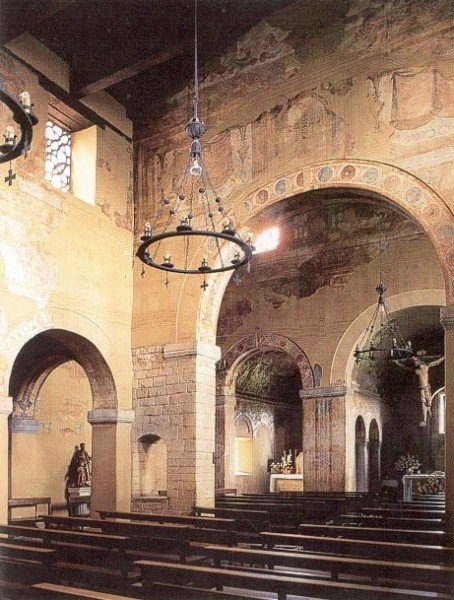
Interior de San Julián de los Prados

El preromànic asturià arquitectònic precisa més el tipus llatí i el tipus romà d'Orient, que ja s'havien diferenciat a l'estil visigòtic i les tècniques constructives de l'època romana. Un i altre tipus admeten columnes i pilastres i també semicolumnes adossades al mur i calçades amb arcs, formant així el mur compost, essent el preludi del pilar compost de l'arquitectura romànica, que apareix ja complet a l'arquitectura mossàrab del segle x. A tots dos tipus es troben arcs de mig punt i peraltats però no de ferradura sinó per excepció (llevat de les finestres) i arcs també de descàrrega als murs i contraforts o estreps exteriors. A l'un i l'altre s'observen reixats de pedra ornamentada a l'ingrés de l'absis anomenat iconòstasi, capitells una mica recarregats i que s'aparten de la idea clàssica, finestres amb ornamentació de pedra calada o gelosia, petites rosasses, ornaments de tosques figures, de tiges serpentejants, de rosasses petites variades, de trenats i d'altres labors d'estil visigòtic.
Segons això, aquest art es divideix en diverses etapes:
- Període preramirense o alfonsí (791-835)
- Període ramirense (842-850)
- Període postramirense (850-910)

### Preramirense o alfonsí
Com a precedent d'aquesta etapa, en el procés de transició cap a l'art preramirense a partir de l'evolució de l'art visigòtic, hi ha l'església de la Santa Cruz a Cangues d'Onís, originàriament construïda sobre un dolmen prehistòric, i reconstruïda després de la destrucció que va patir a la guerra civil espanyola i l'església de San Juan de Santianes (Pravia), edificada per orde de Silo I d'Astúries. En aquesta apareixen pràcticament tots els elements del preromànic asturià, encara que en essència segueix l'estil visigòtic, com són el pòrtic i la capçalera amb absis rectangular exterior i tres capelles interiors de forma quadrada al transsepte, però ja té els arcs de mig punt sostinguts per columnes quadrades i una planta basical en lloc de les visigòtiques que tenien diversos compartiments. Tots aquests canvis tenen ja una certa influència de l'art carolingi, segurament a causa dels contactes que va mantenir el rei Alfons II amb Carlemany. La construcció de la ciutat "reial" d'Oviedo va ser un intent d'imitació de la de Toledo i també de la d'Aquisgrà. L'antiga catedral del Salvador era al centre de la ciutat i a la part sud hi havia el palau amb la capella palatina o Cambra Santa i la cripta de Santa Leocàdia feta construir per Alfons II per guardar les relíquies de la santa que havia fet portar des de Toledo. En aquesta època l'arquebisbe Elipand de Toledo va crear la tesi de l'adopcionisme. Els asturians van donar suport a Roma i Aquisgrà, que eren contraris a aquesta heretgia que fou declarada pel papa Adrià I l'any 794 per pressions rebudes pel mateix Carlemany. Per tots aquests motius, no és d'estranyar que l'art asturià fos més proper a l'art carolingi que a cap altre.
Durant el regnat d'Alfons II va tenir lloc la descoberta del sepulcre de l'apòstol sant Jaume a terres de Galícia l'any 813. El rei va anar-hi amb la seva cort i va donar terres a prop del sepulcre, fent-hi edificar una petita església, que va esdevenir el primer edifici de la futura Catedral de Santiago de Compostel·la.
També va fer construir a prop de la nova capital, entre el 812 i el 842, l'església de San Julián de los Prados, o de Santullano, el monument més important del període, temple espaiós que presenta clarament definits els caràcters propis d'aquest estil. Té planta rectangular basilical de tres naus, separades per pilars quadrats que sostenen arcs de mig punt, i presenta un creuer amb una remarcable alçada. L'iconòstasi, que separa la part reservada al clericat de la resta del temple, presenta una remarcable similitud amb un arc de triomf. Destaca d'aquest temple la seva grandiositat i la seva originalitat, que s'aparten de models visigòtics. Segons restes arqueològiques, al pis superior d'una sala edificada a la part nord del transsepte hi havia la tribuna reial, a la que només s'accedia per la part exterior de l'edifici. Però sens dubte, el que més atreu d'aquest edifici és la seva decoració pictòrica mural realitzada a l'estuc, com a base per a les pintures al fresc, en tres cossos superposats, sense cap representació humana, només amb un programa iconogràfic arquitectònic de clar influx romà. Al cos inferior hi ha representada una imitació a marbre i marqueteria, al segon hi ha pintures en perspectiva d'interiors de petits edificis i, al nivell superior, reproduccions de palaus i esglésies; als murs oriental i occidental es representa una creu adornada amb pedres precioses i perles i penjant d'ella hi ha les lletres alfa i omega que simbolitzen el poder diví com a principi i final de tot. L'escultura apareix a la decoració dels capitells, on descansen els arcs de mig punt.

### Ramirense

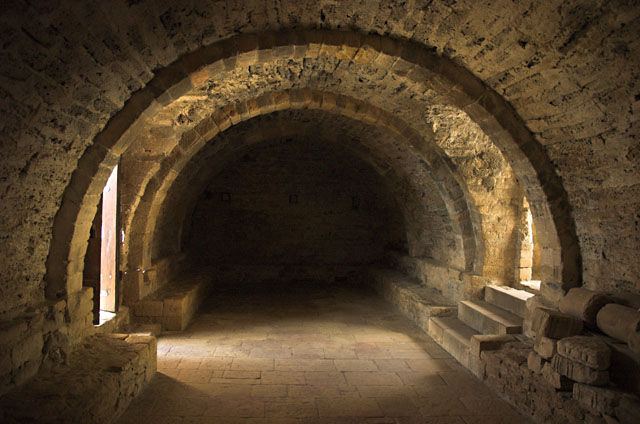
Planta inferior de Santa María del Naranco, coberta per una volta de canó reforçada amb arcs faixons.

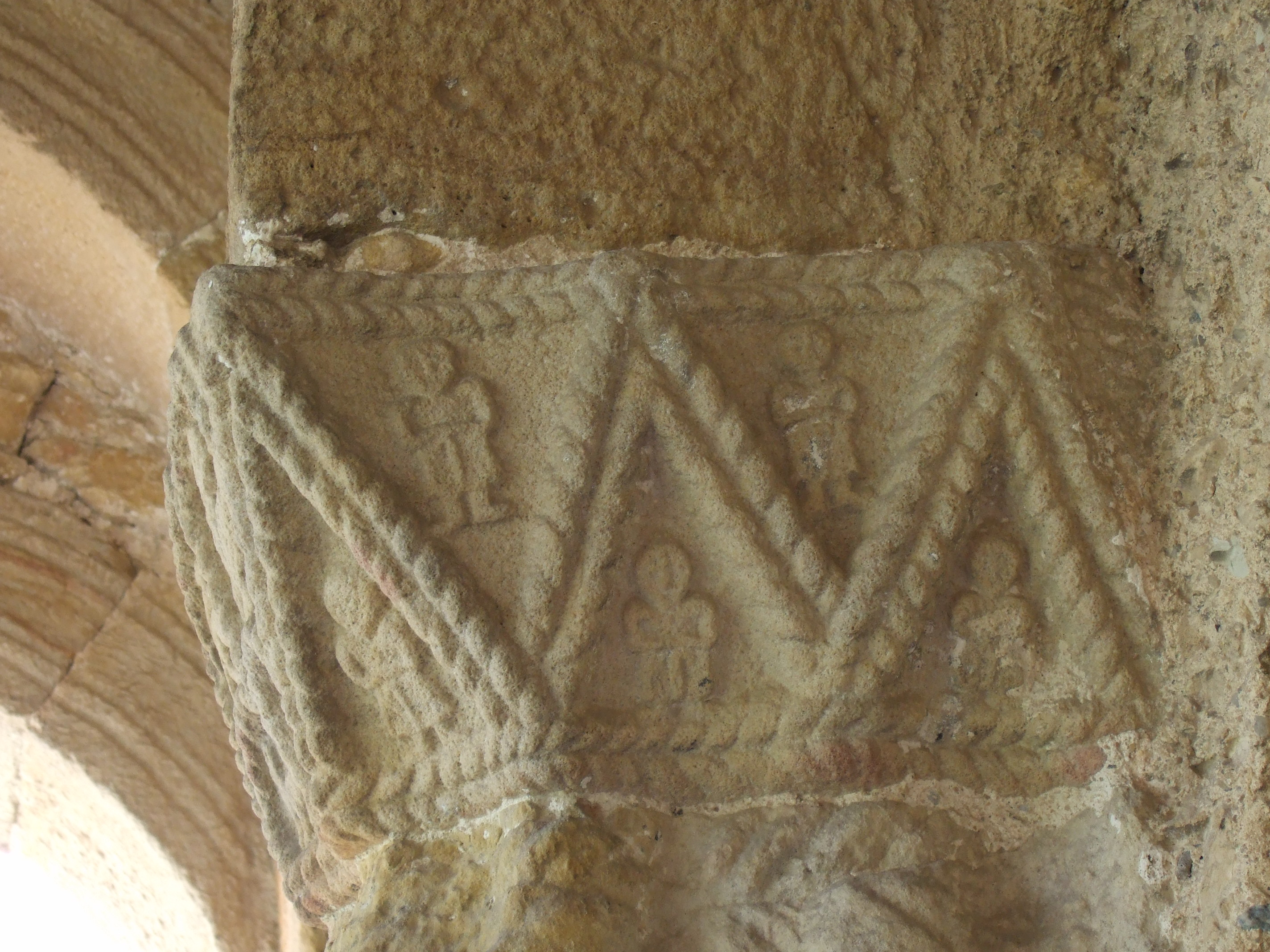
Capitell cúbic d'influència romana d'Orient, decorat amb relleus emmarcats per unes formes triangulars.

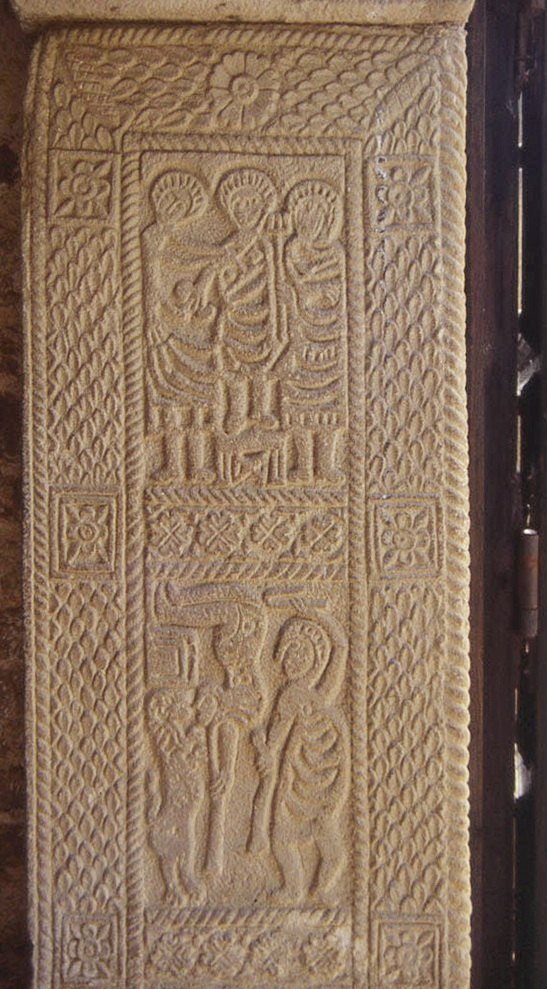
Brancal de San Miguel de Lillo

Aquest període correspon als regnats de Ramir I i el seu fill Ordoni I. El primer va succeir Alfons II, que va morir sense descendència, fent-se càrrec d'un regne que estava en ràpida expansió. També va lluitar contra els normands amb èxit, derrotant-los a Gijón i la Corunya el 844. Paradoxalment, va gaudir d'una època de pau amb els seus tradicionals enemics, els musulmans, la qual cosa li va permetre renovar de manera substancial l'arquitectura i l'estil decoratiu, desenvolupant l'estil anomenat ramirense. Amb Ramir I (842-850) l'art asturià assoleix la seva màxima expressió, malgrat el breu del seu regnat, essent les construccions del mont Naranco el seu millor exponent. Adopta la planta quadrada o de creu grega, l'absis quadrat, també amb finestra, la volta de canó per cobrir totes les naus i els arcs faixons per a suport o reforç de les voltes.
La primera de les obres d'aquest període, l'església de Santa María del Naranco, va implicar una renovació estilística, constructiva i decorativa significativa del preromànic, complementant-se amb recursos nous i innovadors, que va representar un salt endavant respecte als períodes immediatament anteriors. Construïda com un palau d'esbarjo, es va situar al costat sud del mont Naranco davant la ciutat, formant part d'una sèrie d'edificis reials situats als afores de la capital. El seu caràcter d'edifici civil va ser canviat al segle xii, quan es va convertir en una església dedicada a Santa Maria, segons la Crònica silense.
Consta de traç rectangular amb dues plantes; el nivell inferior, o cripta està format per una cambra central coberta per una volta de canó reforçada amb arcs faixons —amb una certa similitud a la Cambra Santa d'Oviedo— i dos habitacles més situats a ambdós costats. Al pis superior s'hi accedeix mitjançant una doble escala exterior situada a la façana nord. La seva distribució és idèntica a la de la planta baixa; un saló central o noble amb una coberta de volta de canó peraltada sostinguda per columnes integrades a la paret i un mirador a cada extrem, als quals s'accedeix a través de tres arcs, similars als sis arcs cecs de mig punt que recorren la paret, i descansen sobre columnes amb fusts d'adorn acanalat, típic de l'art preromànic. Santa María del Naranco representa un avenç des d'un punt de vista decoratiu escultòric en enriquir les normes habituals. La decoració es concentra al vestíbul i als miradors de la planta superior, on és important destacar els capitells cúbics d'influència romana d'Orient, decorats amb relleus emmarcats per unes formes triangulars, dintre de les quals hi han esculpides representacions d'animals i figures humanes en actitud de combat. Aquest tipus de motiu es repeteix als medallons situats per damunt de les interseccions dels arcs cecs interiors i també es troben als murs exteriors. Els trenta-dos medallons distribuïts per l'edifici són similars en mida i forma, variant els dissenys i les figures dels seus interiors (quadrúpedes, ocells, carrassos de raïm, grius), un estil heretat del període visigòtic, al seu torn descendent de la tradició romana d'Orient.Entre els elements escultòrics, hi ha una creu grega esculpida com a emblema de la monarquia asturiana, que a la vegada protegeix l'edifici de tot mal, cosa que es convertiria en habitual a l'arquitectura popular dels pobles i llogarets.
San Miguel de Lillo era l'església palatina de Ramir I que formava part dels edificis construïts al mont Naranco. S'hi conservava un tros de la Veracreu, la relíquia més sagrada del tresor visigòtic. La seva consagració està datada de l'any 848. Les seves característiques principals són les voltes, l'esveltesa dels suports i la tribuna destinada al monarca. Tenia tres naus, però solament es conserva el pòrtic amb dues cambres i el primer tram de les naus. Destaquen els brancals de la porta d'entrada, que possiblement inclouen una representació del mateix monarca, i la decoració de la qual anuncia el període romànic.

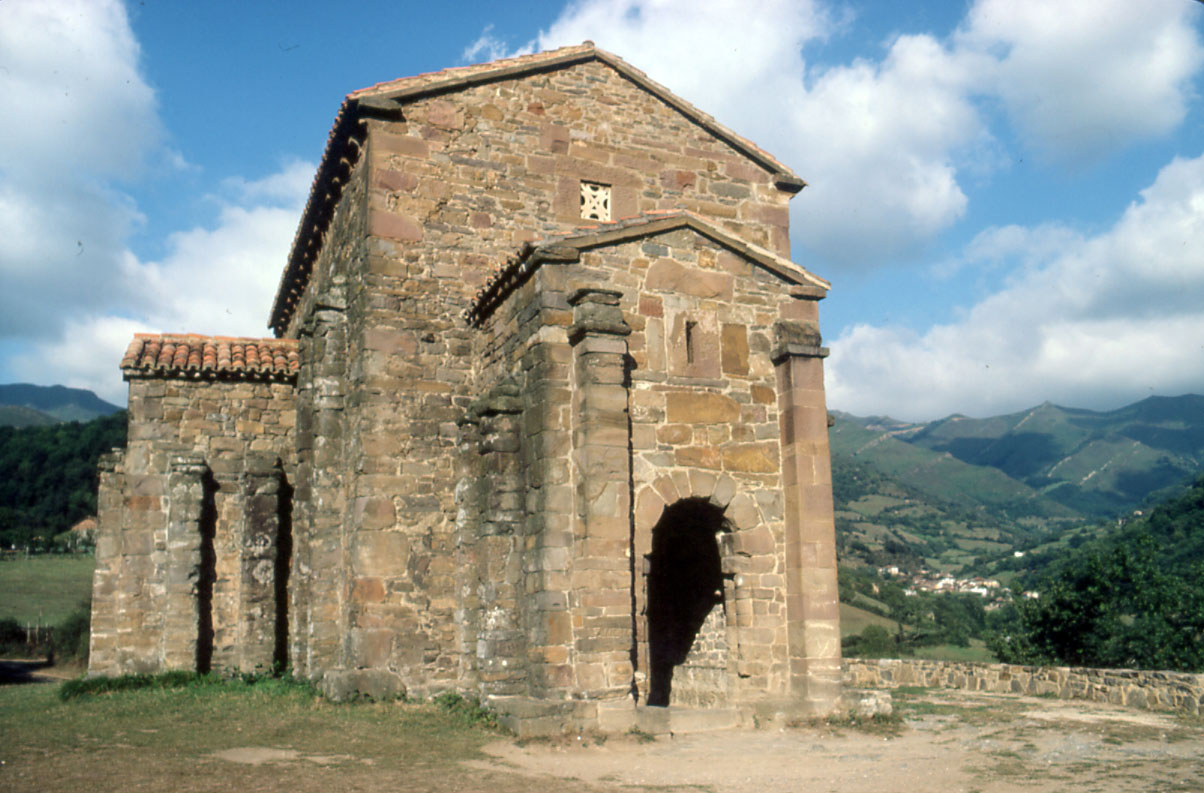
Santa Cristina de Ḷḷena

Tota la decoració escultòrica, tant als capitells interiors com a les bases de les columnes, tenen una influència romana d'Orient, oriental i també llombarda. Encara es pot apreciar restes de pintures murals a la nau sud amb figures humanes com a tema principal.
L'església de Santa Cristina de Ḷḷena es troba a la població de Ḷḷena en una antiga ruta que unia Oviedo amb Lleó; es creu que va ser construïda en època visigòtica i reformada per Ramir I. Presenta una planta amb nau central rectangular coberta amb volta de canó i quatre estructures quadrades a cada un dels seus murs; un correspon al pòrtic d'entrada tancat i cobert. S'accedeix als dos habitacles laterals per uns arcs de mig punt i l'últim quadrat forma l'absis, al qual s'accedeix a través d'un iconòstasi format per tres arcs de pedra de mig punt, que descansen sobre quatre capitells amb les seves respectives quatre columnes de marbre, tancades per gelosies calades d'estil visigòtic i que separen el presbiteri de la nau principal. El presbiteri és rectangular, petit i elevat sobre el nivell del terra de la resta de l'edifici. A tots dos costats del mur de la capçalera, que dona entrada a l'absis, es troben unes fornícules amb forma d'arcs.

### Postramirense

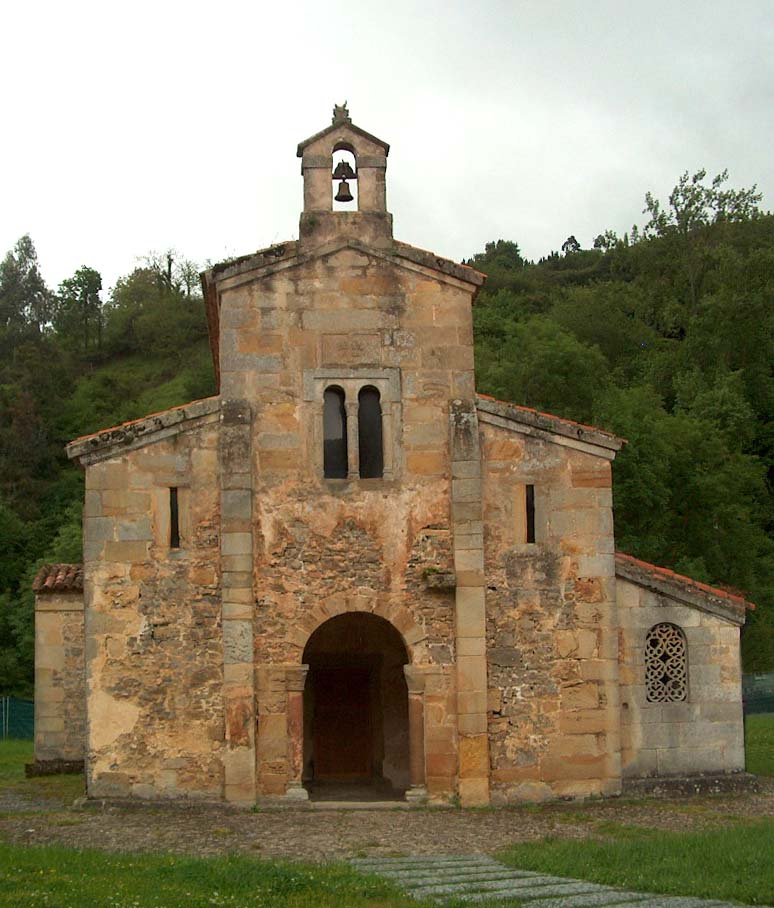
Façana de l'església de Sant Salvador de Valdediós

Aquest període abasta el regnat d'Alfons III, que va pujar al tron a l'edat de 18 anys, després de la mort del seu pare, Ordoni I i que va marcar el zenit del regne d'Astúries. Com continuador del regne de Toledo, el nou rei va assumir plenament l'obligació de tornar a conquerir tot el territori ocupat pels musulmans. Davant l'expansió de les seves posicions, els mossàrabs procedents de l'Àndalus van venir a contribuir a la repoblació, cosa que va repercutir en la influència de les noves construccions arquitectòniques fent que els arcs de mig punt comencessin a ésser canviats pels arcs de ferradura.
La font de Foncalada a Oviedo és una construcció civil de l'alta edat mitjana, de la qual no s'ha pogut datar l'època de construcció amb precisió. Va ser feta amb blocs de pedra, seguint una forma de planta rectangular i amb coberta de volta de canó. La intersecció de la coberta està rematada per un frontó triangular, on està esculpida la Creu de la Victòria, típic emblema d'Alfons III, encara que aquesta mateixa creu va ser ja utilitzada anteriorment, com s'aprecia a les pintures murals de l'església de San Miguel de los Prados, construïda per Alfons II d'Astúries. Es troba també la inscripció:"IN HOC SIGNO TVETVR PIVS, IN HOC SIGNO VINBCITVR INIMICVS.SIGNVM SALVTIS PONE DOMINE IN FONTE ISTA VT NON PERMITAS INTROIRE ANGELVM PERCVTIENTEM" (Amb aquest signe s'empara el just, amb aquest signe es venç l'enemic. Posa, Senyor, el signe de salut en aquesta font, i no permetis entrar a l'àngel colpejador); aquesta epigrafia sembla que és un motiu més per dubtar de la data d'aquesta construcció, car sembla més propera a l'època d'Alfons II; tanmateix, veient el seu tipus constructiu no hi ha dubte que representa unes característiques pròpies de l'art asturià i que és un edifici singular pel seu destí d'ús civil i no religiós.
L'església de San Salvador de Valdediós, consagrada segons una làpida de l'època el 16 de setembre de 893, està situada al terme municipal de Villaviciosa. És un temple de tres naus cobertes amb voltes de canó i separades per arcs de mig punt; la capçalera és triple rectangular, conté unes cambres voltades per damunt dels absis quadrats i un pòrtic lateral a la part sud afegit posteriorment; aquesta porta lateral es va convertir en una constant a l'arquitectura hispana. A les finestres hi ha calats de pedra amb dibuixos de traceria, quedant emmarcades per un arrabà de clara influència de l'art mossàrab. Encara es poden apreciar restes de les seves pintures murals, essencialment amb dibuixos geomètrics.
Alfons III i la seva esposa Ximena de Pamplona van ser els comitents de l'església de Santo Adriano de Tuñón situada en el concejo de Santo Adriano i que va ser consagrada l'any 891. Posseïa una estructura de tres naus separades per arcs de mig punt sostinguts per pilars quadrangulars de pedra sense capitells, pòrtic tripartit i cambres als extrems de les naus laterals. Ha estat reformada algunes vegades.

## Orfebreria preromànica asturiana

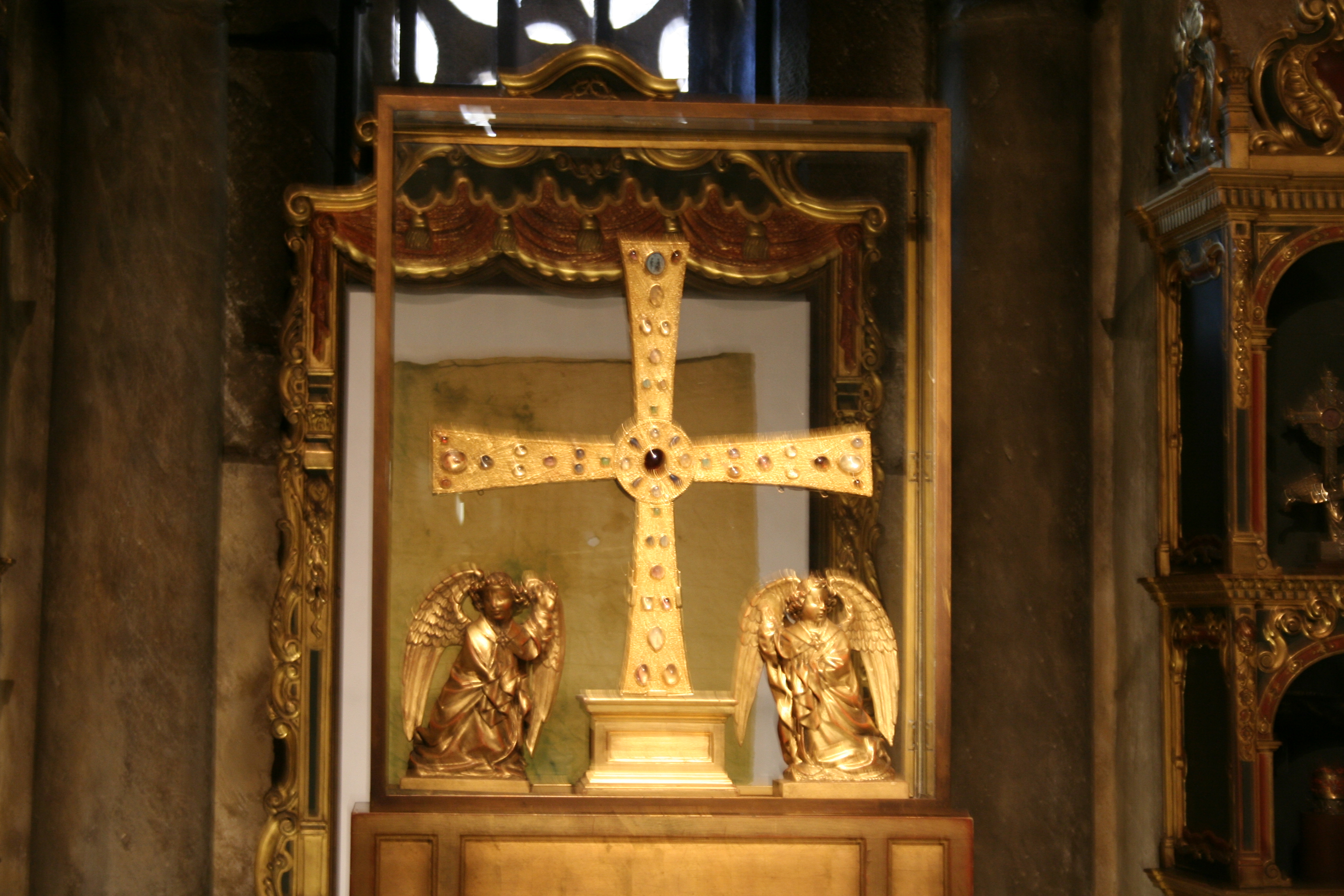
Creu dels Àngels

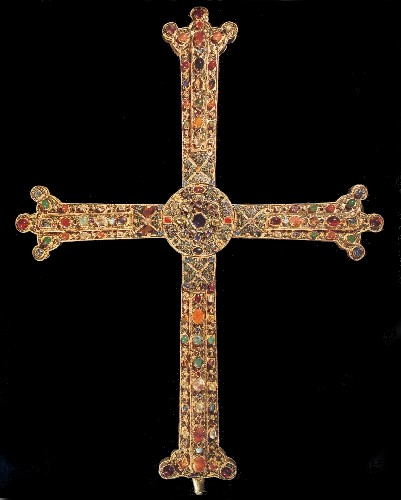
Creu de la Victòria

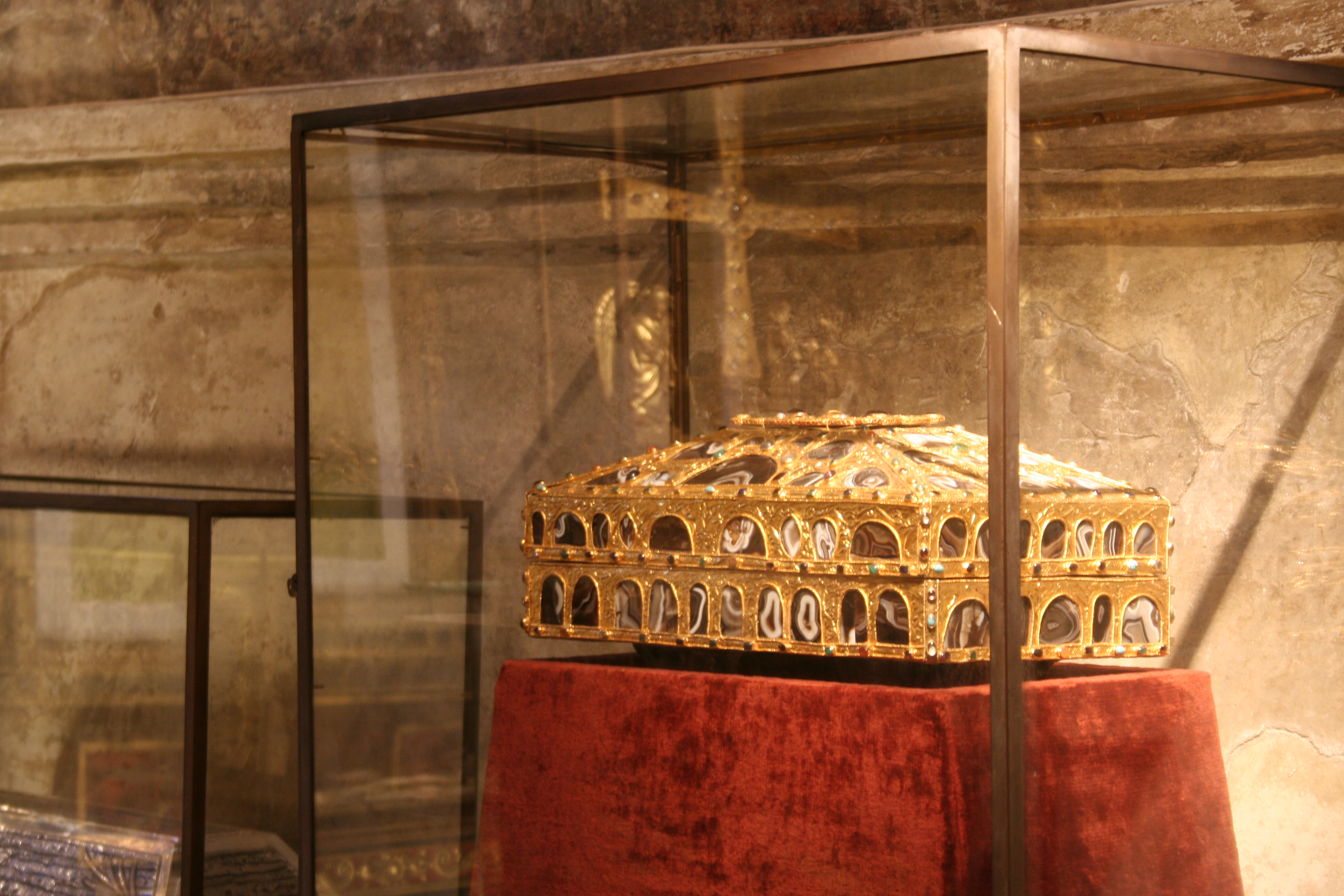
Caja de las Ágatas a la catedral d'Oviedo

Durant l'art asturià es van realitzar obres sumptuàries d'orfebreria, de les quals encara es conserven bons exemples de caràcter religiós.
Una de les més antigues és la Creu dels Àngels. Va ser donada a la Catedral de San Salvador d'Oviedo per  Alfons II l'any 808, segons consta en una inscripció col·locada al revers de la creu. Nombrosos autors assenyalen la possibilitat que el rei donés la creu amb motiu de la consagració del nou temple dedicat a Sant Salvador. La peça és de tipus grec i de forma patent. La longitud dels seus quatre braços és quasi idèntica, i tots ells parteixen d'un disc col·locat al centre de la creu. Les mides de la creu són de 465 mm d'alçada per 450 mm d'amplada i 25 mm de grossor. El pes de la creu és de 1.765 grams i el seu disc central mesura 85 mm de diàmetre. Està formada per dues peces de fusta de cirerer, unides al centre de la creu mitjançant un disc central, folrades amb una prima làmina d'or subjecta mitjançant petits claus realitzats també amb or. A cada un dels braços de la creu hi ha una petita capseta inserida, destinada a guardar diverses relíquies, i cada una de les quatre capsetes compta amb la seva corresponent tapa corredissa. Està adornada amb pedres semiprecioses com granats, robins i àgates que aconsegueixen varietat de colors. Al revers es troben diverses inscripcions en cada un dels braços de la creu amb lletres d'or soldades sobre la làmina també d'or que cobreix la creu.
La Creu de la Victòria. Va ser donada pel rei  Alfons III i la seva esposa  Ximena a la catedral d'Oviedo l'any 908. És de tipus llatí i està formada per dues peces de fusta unides al centre de la creu, on es troba un compartiment per allotjar relíquies. El mencionat compartiment va contenir un fragment del Lignum Crucis. Els braços de la creu, que parteixen d'un medalló central, s'eixamplen lleugerament des del medalló a mesura que avancen cap als extrems, que acaben en tres mitjos cercles. L'extrem inferior de la creu, que li serveix de base, acaba en dos cercles gairebé tancats, a efectes de deixar espai al mànec que permet mantenir la creu en posició vertical. La creu mesura 920 mm d'alçada per 720 mm d'amplada, i el diàmetre del seu medalló central mesura 140 mm. Està recoberta amb or, esmalts, i pedreria tallada, i el seu estil mostra unes certes semblances amb l'orfebreria carolíngia del segle ix. Amb lletres soldades d'or al revers de la creu existeixen diverses inscripcions.
L'arqueta de San Genadio. Va ser donada per Alfons III d'Astúries a Sant Gennadi, bisbe d'Astorga, entre els anys 900 i 919. És considerada una de les més importants obres d'orfebreria preromànica asturiana i s'exposa al museu de la catedral d'Astorga. Les seves dimensions són de 16 cm d'altura, 31 cm d'amplada i 26 cm de profunditat, està construïda de fusta i recoberta per cinc plaques d'argent repussat i daurada, als laterals apareixen representades unes arcuacions de mig punt, semblants als de l'església de San Miguel de Lillo, on es troben també catorze àngels en aptitud d'oració. Sobre la tapa hi ha l'Agnus Dei i als seus costats apareixen gravats els noms dels monarques donants.
La Caja de las Ágatas. Va ser realitzada a començaments del segle x. Va ser donada a la catedral d'Oviedo, l'any 910, per l'infant Fruela d'Astúries, fill d'Alfons III, i per la seva primera esposa, Nunilo Jimena. Quan la caixa va ser donada, Alfons III i la seva esposa -la reina Ximena- que havien fet diverses donacions a la catedral d'Oviedo, encara eren vius. És una arqueta de fusta de xiprer de forma rectangular, encara que els costats de la seva tapa, que té forma piramidal rectangular truncada, estan inclinats i acabats per una placa col·locada horitzontalment. Les dimensions de la caixa són de 16,5 x 42,4 x 27,1 cm. La placa superior col·locada sobre la seva tapa mesura 150x100 mm, i el pes total de la caixa és de 7.420 grams. Està recoberta per làmines d'or repussat amb noranta-nou obertures de formes el·lipsoidals, d'arcs de ferradura i arcs de mig punt, totes aquestes cavitats estan plenes amb àgates llistades de 3 mm de grossor, d'aquí li ve el seu nom. A la part inferior hi ha una inscripció amb els noms dels donants i els símbols del tetramorf envoltant una representació de la Creu de la Victòria. La placa superior de la tapa és més antiga que la resta de la caixa, es creu que va ser realitzada al segle viii, és d'or i està adornada per un gran nombre de pedres precioses. La caixa es conserva a la catedral d'Oviedo.